# 耶律涅里
耶律涅里（?—?），又名泥礼、泥里、耶律雅里，唐朝中期契丹迭剌部（一作乙室部）的领袖。
他曾经在可突于属下。开元二十二年（734年）十二月，幽州长史兼御史中丞张守珪派人和契丹松漠都督府衙官李过折联络，李过折夜斩可突于、遥辇可汗屈烈数十人，降唐。唐玄宗命李过折检校松漠都督。开元二十三年（735年），泥礼以“过折用刑残虐，众情不安”为由，起兵弑杀松漠都督府都督李过折，拥立迪辇组里为阻午可汗。自任联盟军事首领“夷离堇”，执掌军马和刑法，握联盟实权。受唐封松漠都督、左金吾卫大将军。当时契丹势力日盛，联合奚王李归国共同抗击突厥进犯，大胜。不久，背唐自立。开元二十四年（736年）三月，败唐平卢讨击使安禄山。次年三月,在捺禄山被唐幽州长史张守珪击败。
涅里北走松漠，以乙室部为基础，重新整顿部落联盟。“始立制度，置官属，刻木为契，穴地为牢”，“究心农工之事”，“教耕织，而后盐铁诸利日以滋殖”。将原十部析为二十部。天宝十载（751年），大败安禄山于潢水。
他的儿子耶律毗牒、孙子是耶律颏领，他的曾孙耶律耨里思（肃祖）是建立辽朝的辽太祖耶律阿保机的高祖父。但是，辽太祖没有追尊七代祖宗耶律涅里。
苗润博《重构契丹早期史》考证认为辽朝皇室的祖先、拥立阻午可汗的涅里（雅里）和唐代史料中杀死李过折、拥立李怀秀的是泥礼（泥里）两个人物，《辽史》将两人混为一谈。